# Nzega
Nzega es un valiato de Tanzania perteneciente a la región de Tabora.
En 2012, el valiato tenía una población de 502 252 habitantes, de los cuales 34 744 vivían en la kata de Nzega.
El valiato se ubica en el norte de la región, limitando con la región de Shinyanga. La localidad se ubica a medio camino entre las ciudades de Tabora y Shinyanga sobre la carretera B6, en el cruce con la carretera B3 que une Singida con Ruanda.

## Subdivisiones
Se divide en las siguientes 37 katas:
- Budushi
- Bukene
- Igusule
- Ijanija
- Ikindwa
- Isagenhe
- Isanzu
- Itilo
- Itobo
- Kahama Nhalanga
- Karitu
- Kasela
- Lusu
- Magengati
- Mambali
- Mbogwe
- Miguwa
- Milambo Itobo
- Mizibaziba
- Mogwa
- Muhugi
- Mwakashanhala
- Mwamala
- Mwangoye
- Nata
- Ndala
- Nkiniziwa
- Nzega Mjini
- Nzega Ndogo
- Puge
- Semembela
- Shigamba
- Sigili
- Tongi
- Uduka
- Utwigu
- Wela